# Filip Flisar
Filip Flisar (Maribor, 28 settembre 1987) è uno sciatore freestyle ed ex sciatore alpino sloveno attivo principalmente nello ski cross, specialità nella quale ha vinto la medaglia d'oro ai Mondiali di Kreischberg 2015 e la Coppa del Mondo nel 2012.

## Biografia

### Stagioni 2003-2011
Filip Flisar ha iniziato la sua carriera nello sci alpino: attivo in gare FIS dal dicembre del 2002, in Coppa Europa ha esordito il 7 febbraio 2007 a Sarentino in discesa libera (64º) e ha ottenuto il miglior piazzamento il 17 marzo successivo a Santa Caterina Valfurva in supercombinata (40º), nell'ultima gara disputata nel circuito continentale europeo. Durante la sua carriera nello sci alpino non ha esordito in Coppa del Mondo né ha preso parte a rassegne olimpiche o iridate.
Pur continuando a prendere saltuariamente parte a gare minori di sci alpino fino al dicembre 2019, dalla stagione 2007-2008 si dedica principalmente al freestyle, specialità ski cross; ha debuttato nella disciplina in occasione della gara di Coppa del Mondo disputata il 6 marzo a Grindelwald (53º). Ai XXI Giochi olimpici invernali di Vancouver 2010, sua prima presenza olimpica, si è classificato all'8º posto; l'anno dopo ai Mondiali di Deer Valley 2011, suo esordio iridato, si è piazzato all'11º posto.

### Stagioni 2012-2022

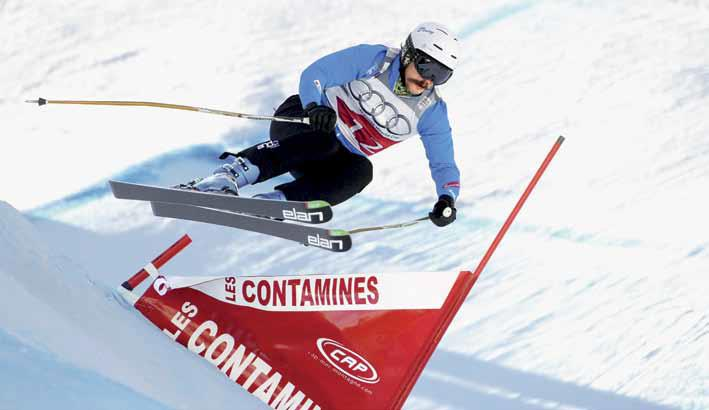
Filip Flisar in gara nel 2013

L'11 gennaio 2012 ha conquistato all'Alpe d'Huez la prima vittoria, nonché primo podio, in Coppa del Mondo; in quella stessa stagione 2011-2012 ha vinto la Coppa del Mondo di ski cross staccando Brady Leman, secondo classificato, di 39 punti. Ai Mondiali di Oslo/Voss 2013 si è piazzato al 5º posto e ai XXII Giochi olimpici invernali di Soči 2014 al 6º.
Ai Mondiali di Kreischberg 2015 ha vinto la medaglia d'oro; nella successiva rassegna iridata di Sierra Nevada 2017 è stato 4º, mentre ai XXIII Giochi olimpici invernali di Pyeongchang 2018 si è classificato al 7º posto. L'anno dopo ai Mondiali di Park City 2019 è stato 8º; è inattivo dal gennaio del 2020.

## Palmarès

### Freestyle

#### Mondiali
- 1 medaglia:
  - 1 oro (ski cross a Kreischberg 2015)

#### Coppa del Mondo
- Miglior piazzamento in classifica generale: 5º nel 2012
- Vincitore della Coppa del Mondo di ski cross nel 2012
- 16 podi:
  - 7 vittorie
  - 6 secondi posti
  - 3 terzi posti

##### Coppa del Mondo - vittorie
| Data             | Località                | Paese       | Specialità |
| ---------------- | ----------------------- | ----------- | ---------- |
| 11 gennaio 2012  | Alpe d'Huez             | Francia     | SX         |
| 26 febbraio 2012 | Bischofswiesen/Götschen | Germania    | SX         |
| 10 marzo 2012    | Grindelwald             | Svizzera    | SX         |
| 13 dicembre 2012 | Telluride               | Stati Uniti | SX         |
| 13 febbraio 2016 | Idre Fjäll              | Svezia      | SX         |
| 21 dicembre 2016 | San Candido             | Italia      | SX         |
| 22 dicembre 2016 | San Candido             | Italia      | SX         |

Legenda:

SX = ski cross

#### Coppa Europa
- Miglior piazzamento nella classifica di ski cross: 42º nel 2010

#### Campionati sloveni
- 1 medaglia[1]:
  - 1 argento (ski cross nel 2015)